# Mycodrosophila palpalis
Mycodrosophila palpalis är en tvåvingeart som beskrevs av Mcevey 2005. Mycodrosophila palpalis ingår i släktet Mycodrosophila och familjen daggflugor.
Artens utbredningsområde är Vanuatu. Inga underarter finns listade i Catalogue of Life.